# Scott Diamond
Scott Michael Diamond (né le 30 juillet 1986 à Guelph, Ontario, Canada) est un lanceur gaucher des Ligues majeures de baseball sous contrat chez les Rays de Tampa Bay.

## Carrière

### Ligues mineures
Scott Diamond signe son premier contrat professionnel en 2007 avec les Braves d'Atlanta. Le lanceur partant s'impose rapidement dans les ligues mineures avec 15 victoires contre seulement trois défaites et une moyenne de points mérités de 2,89 en 2008 avec deux équipes affiliées à la franchise d'Atlanta. Il gradue rapidement les échelons pour atteindre en 2010 le niveau AAA. En décembre 2010 cependant, il quitte l'organisation des Braves après avoir été réclamé par les Twins du Minnesota via le repêchage de règle 5.

### Classique mondiale de baseball
Il joue avec la sélection du Canada à la Classique mondiale de baseball 2009.

### Ligues majeures de baseball
Diamond est assigné au club-école AAA des Twins à Rochester dans la Ligue internationale au début de la saison de baseball 2011. Il fait ses débuts dans le baseball majeur avec Minnesota le 18 juillet 2011 alors qu'il est le lanceur partant des Twins face aux Indians de Cleveland dans le second match d'un programme double. Malgré une sortie respectable, son équipe ne lui donne pas le support offensif nécessaire à une victoire et il encaisse la défaite. Diamond gagne son premier match le 31 août contre les White Sox de Chicago. Il termine la saison avec les Twins, obtenant 7 départs, mais sa fiche victoires-défaites est de 1-5 avec une moyenne de points mérités de 5,08 en 39 manches lancées.
Après une saison 2014 partagée dans les ligues mineures entre des clubs affiliés aux Twins et aux Reds de Cincinnati, Diamond signe en avril un contrat avec les Rays de Tampa Bay.